# В крестьянские руки
«В крестьянские руки» (пол. W chłopskie ręce) — польский чёрно-белый художественный фильм 1946 года, драма в жанре социалистического реализма.

## Сюжет
Жители деревни готовятся к крестьянскому празднику. Тем временем в единственном в деревне кооперативном магазине недостача. Причина в том, что директор магазина и его жена тайно продают ходовые товары частному торговцу. Крестьянине узнали об этом и известили власти повета. Во временя праздничных мероприятий прибывает милиция и проводит арест руководителя магазина.

## В ролях
- Станислав Лапиньский
- Ванда Меллер (Ванда Лучицкая)
- Тадеуш Фиевский
- Феликс Жуковский
- Адам Миколаевский
- Казимеж Брусикевич
- Леон Петрашкевич
- Бронислав Дарский
- Казимеж Деюнович
- Хелена Пухневская
- Ежи Вальчак
- Адольф Хроницкий